# Adolf Fredric Holmström
Adolf Fredric Holmström, född 3 maj 1796 i Bälinge församling, Uppsala län, död 27 februari 1865 i Uppsala, Uppsala län, var en svensk kompositör och domkyrkoorganist i Västerås församling.

## Biografi
Holmström föddes 3 maj 1796 i Bälinge. Han var son till trumpetaren Eric Holmström och Greta Caisa Fägersten. Han blev 1821 organist i Kumla församling. 1824 blev Holmström organist och klockare i Arboga stadsförsamling, Arboga.Samma år gifte han sig med Christina Hedlund (1802–1849). De fick tillsammans barnen Johan Adolf (född 1825) och Kristoffer Emanuel (född 1827). 1827 blev han även musikdirektör och domkyrkoorganist i Västerås församling. Holmström flyttade 1832 till Torstuna och blev organist och klockare i Torstuna församling. Holmström avled 27 februari 1865 i Uppsala.

## Verk
- Marsch i D-dur för pianoforte.[15]
- Marsch maestoso i D-dur för pianoforte.[15]